# Santa Maria de les Illes

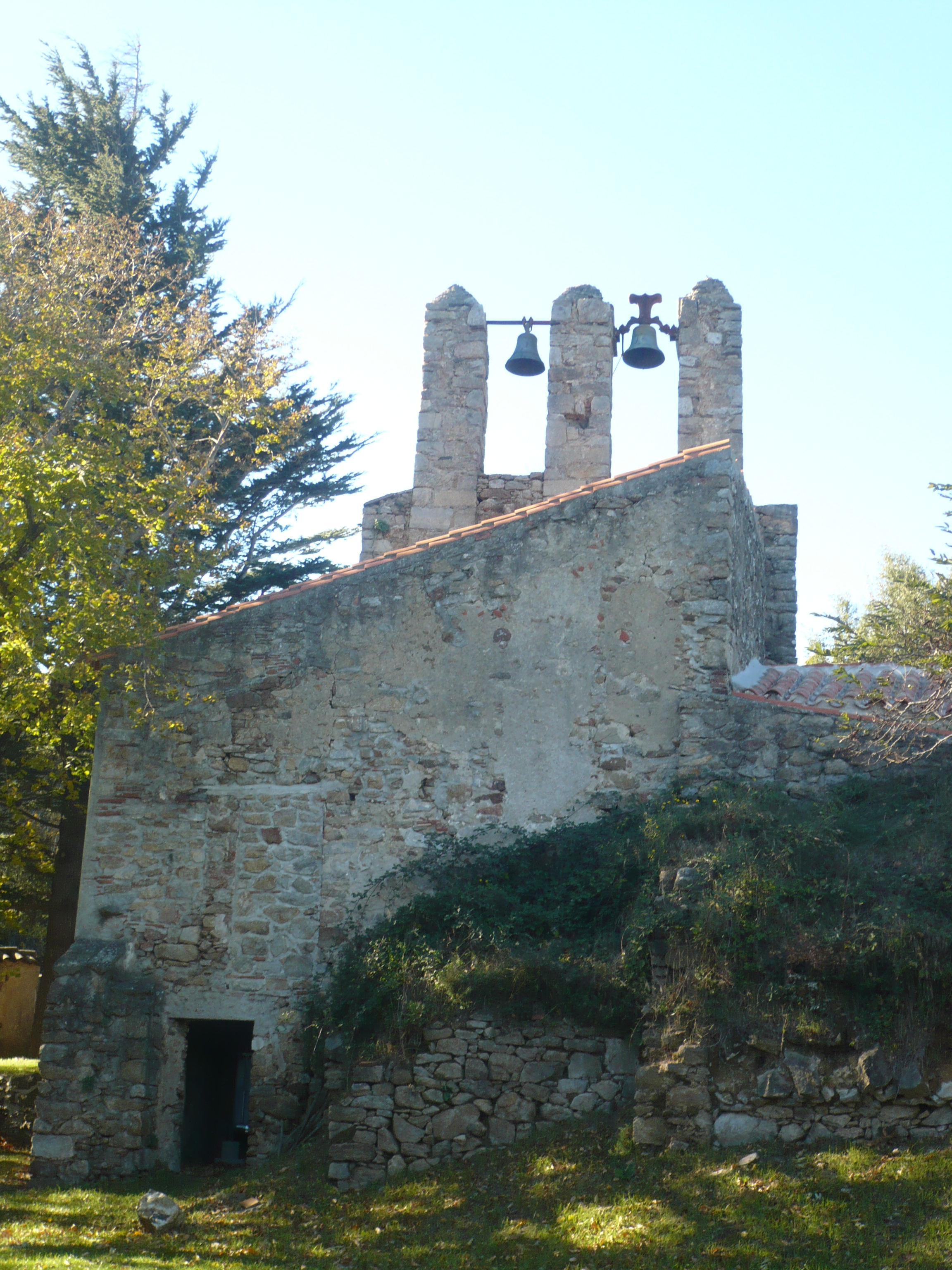
Façana nord de l'església

Santa Maria de les Illes, actualment denominada la Mare de Déu del Remei, és l'antiga església parroquial del poble de les Illes, actualment pertanyent al terme comunal de Morellàs i les Illes, de la comarca del Vallespir, a la Catalunya del Nord.
Està situada en el vessant del turó anomenat Puig de l'Església, al nord del poble de les Illes. Al costat de l'antiga església parroquial i actual santuari de la Mare de Déu del Remei hi ha les restes del Castell de les Illes.

## Història
És una església molt poc documentada, al llarg de la història. Un esment del 1145 i un altre del 1148 són els més antics, mentre que se n'han trobat d'altres del 1199, 1279 i 1280; en tots aquests documents consta com a Santa Maria de les Illes (sovint en llatí: Insulis). En canvi, el 1579 és denominada Nostra Senyora de les Illes, o simplement Església de les Illes. El 1639, en una reordenació de les parròquies de la zona, les parròquies de Riunoguers i de les Illes esdevenen sufragànies de la de Santa Maria de la Clusa, on residia el rector que havia de tenir cura dels tres llocs. El segle xix esdevingué santuari, amb l'advocació de la Mare de Déu del Remei, nom amb què es coneix actualment.

## L'edifici
L'església ha rebut moltes transformacions al llarg de la història, però s'hi pot reconèixer encara una nau principal capçada a llevant per un absis quadrat. Damunt d'aquesta planta original, s'obriren cap a finals del segle xvii, ja molt tardanament, dues sagristies, una a cada costat de l'absis, i dues grans capelles a banda i banda de la nau. La volta, tant de la nau com de l'absis, és de volta de canó, tot i que la nau és notablement més alta que l'absis. Uneix aquestes dues parts de l'església un arc triomfal senzill, d'un sol plec.
Tot i que la meitat inferior de l'església ha estat repicada i mostra l'aparell original, la superior manté l'arrebossat que cobria la totalitat de l'església fins ben recentment. La part repicada mostra un aparell bastant primitiu, amb peces de granit simplement trencades, de mides diferents, que presenten una certa formació en filades, més regulars a la nau que al presbiteri, però sense uniformitat.
Es conserven dues finestres originals: la central de l'absis i, a l'altre extrem, la del frontis occidental. La porta és a migdia, prop de l'angle sud-oest del temple. Està formada per un arc de mig punt amb dovelles ben tallades, un timpà llis i una llinda feta d'una pedra d'una sola peça. L'església fou sobrealçada per tal d'incorporar-la a la fortificació del lloc de les Illes, de la qual queden restes al costat sud-est de l'edifici.
La part més antiga de l'església, datable al segle x, és l'absis quadrat, clarament prerromànic. La nau pertany a una edificació del segle xi, possiblement d'ampliació de l'església original, més petita, mentre que les sagristies i les capelles, com ja ha quedat apuntat, són del segle xvii.